# Drosophila prolixa
Drosophila prolixa är en tvåvingeart som beskrevs av Elmo Hardy 1965. Drosophila prolixa ingår i släktet Drosophila och familjen daggflugor.
Artens utbredningsområde är Hawaii.